# Cathédrale Notre-Dame-de-l'Assomption de Zacatecas
Cette  cathédrale et basilique n’est pas la seule cathédrale Notre-Dame-de-l'Assomption ni la seule basilique Notre-Dame-de-l'Assomption.
La cathédrale Notre-Dame-de-l'Assomption est le siège du diocèse de Zacatecas au Mexique. Situé dans le centre historique de la ville, cet édifice catholique est dédié à la Bienheureuse Vierge Marie.

## Architecture
Cette cathédrale est l'un des exemples les plus représentatifs du style churrigueresque mexicain. 
Sa structure en pierre rouge (cantera) finement sculptée est construite entre 1730 et 1760. Elle est consacrée en 1752. Elle est flanquée de deux tours arborant une ornementation exubérante dans la plus stricte habitude baroque et sa façade est richement décorée. Les décorations intérieures furent lourdement endommagées lors de pillages durant les guerres civiles aux XIXe et XXe siècles. Sa coupole est reconstruite en 1836 et imite l'une de celles de l’église Notre-Dame-de-Lorette (es) de Mexico.
En 1959, le pape Jean XXIII élève la cathédrale au rang de basilique mineure.